# 试胆

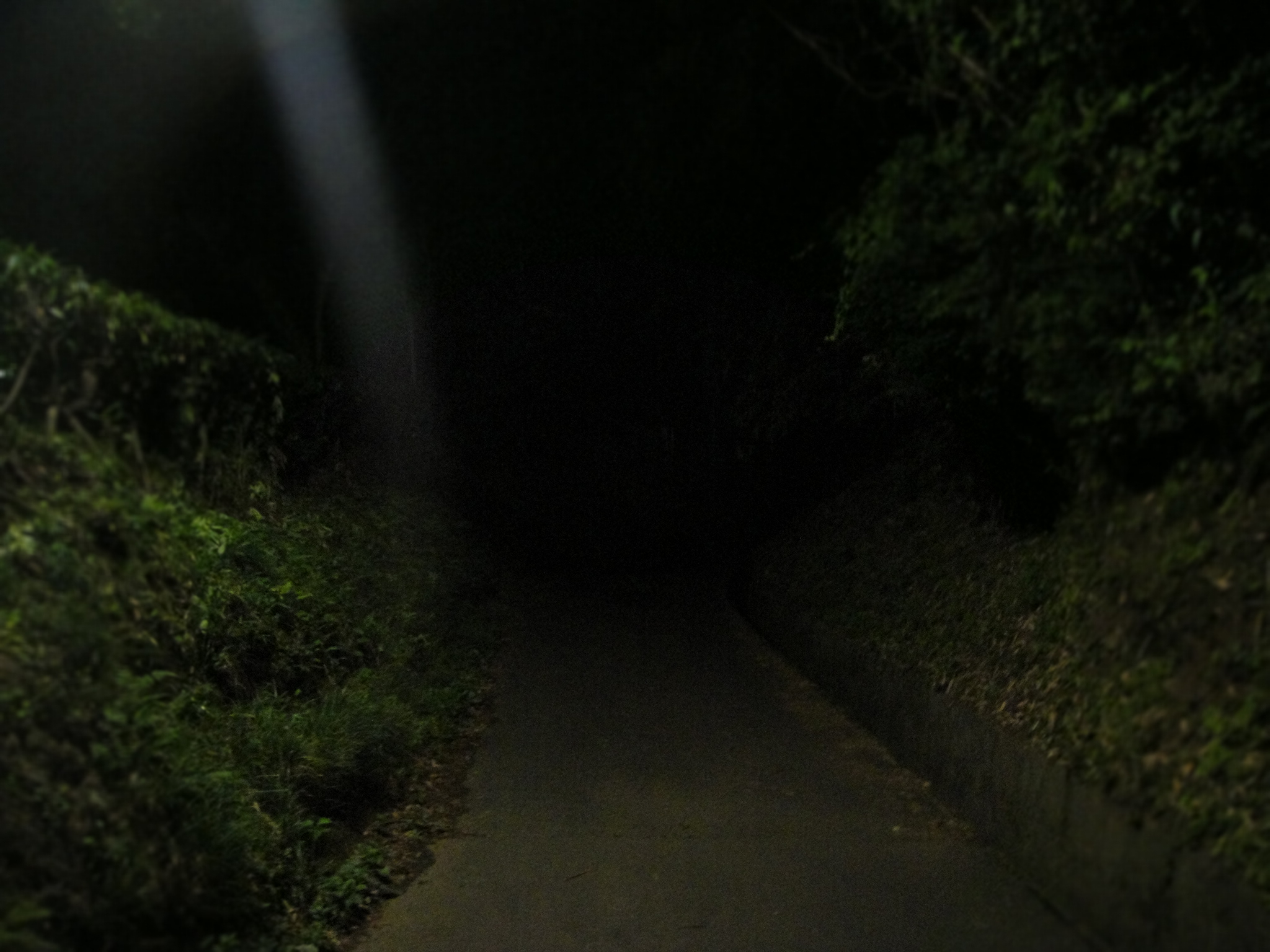
道了堂跡的山路

试胆（日语：肝試し，きもだめし）是一种传统的日本游戏，通常在夏天傍晚进行。参与者要尝试待在令人感到恐惧的地方，忍受精神上的恐惧感。这种活动常被称为试胆大会（日语：試胆会）。

## 概要
试胆活动是一种日本習俗，一种团体试验勇气的游戏，即勇气测试。
活动内容是前往人类抱有潜在恐惧感的地点（例如夜晚的森林）来验证勇氣与观察所发生的事件。
日本文化中很多灵异现象出现在夏季，因此伴有精神恐惧的试胆活动多在夏季举行。

## 起源
在平安时代末期的一本名为《大镜》的书中记载，当时的皇帝花山天皇在某个夏天的午夜3时，让藤原蒹家的三个儿子一同到传说有鬼出没的一间屋子，而只有藤原道长坚持到最后。作为到过鬼屋的证据，藤原道长用刀割下了柱子的一角带了回去。这是最早被记载的“试胆大会”。